# NGC 5912
NGC 5912 ist eine 13,8 mag helle linsenförmige Galaxie vom Hubble-Typ E-S0 im Sternbild Kleiner Bär und etwa 331 Millionen Lichtjahre von der Milchstraße entfernt. 
Sie bildet mit NGC 5909 eine gravitationell gebundene Doppelgalaxie und wurde zusammen mit dieser am 12. Dezember 1797 von Wilhelm Herschel mit einem 18,7-Zoll-Spiegelteleskop entdeckt, der sie dabei mit „Two nebulae. Both vF, vS, resolvable, distance 1.5′ in parallel“ beschrieb.